# 로비 벤슨
로비 벤슨(Robby Benson, 1956년 1월 21일 ~ )은 미국의 영화 및 텔레비전 배우이자 텔레비전 감독, 대학 교수이다.

## 어린 시절
벤슨은 텍사스주 댈러스에서 유대인 부모인 제럴드 찰스 시걸과 프레다 앤 벤슨 사이에 로빈 데이비드 시걸이라는 이름으로 태어났다. 그의 여자 형제인 셸리 시갈은 런드리 바이 셸리 시걸이라는 의상 브랜드의 디자이너로 활동하고 있다.

## 경력
벤슨은 The Rothschilds이라는 작품을 통해 브로드웨이 데뷔하였고, 주간 연속극 Search for Tomorrow (1971-72)의 초반부에 출연하였다. 벤슨은 1972년 Jory를 통해 영화에 데뷔하였고, Jeremy (1973), Ode to Billy Joe (1976, 빌리 조 매캘리스터 역)에 출연하면서 10대 역할을 통해 인기를 끌었다.
1976년 존 윌리스의 스크린 월드 28호 "1976년 장래가 기대되는 신인 배우"의 12명 중의 한 명으로 선정되었다. 1976년 스타 워즈의 루크 스카이워커 역할 오디션을 보았지만 마크 해밀이 역할을 따내면서 떨어졌다. Ice Castles (1978)에서 하키 선수 닉 피터슨을 연기하여 호평을 받았으며, Walk Proud (1979)에서는 갱스터 촐로를 연기하였다.
1975년 Death Be Not Proud와 Lucky Lady, 1977년 아네트 오툴과 출연한 영화 One on One 에서도 좋은 평가를 받았다. 1977년 배우 벤 가자라와 함께 TV 영화 The Death of Richie에 출연하였고, 1981년 체임 포톡이 쓴 동명의 소설을 바탕으로 제작한 영화인 The Chosen에 로드 스테이거와 함께 출연하였다. 1980년대 초에는 텔레비전 영화 Two of a Kind에서 무능력한 젊은 청년을 연기하였으며, 조지 번즈가 그의 그랜드 포피 역할로 출연하였다. 1984년에는 "Harry and Son"에서 폴 뉴먼과 함께 출연하였다.
디즈니의 애니메이션 장편 영화 《미녀와 야수》에서는 야수 역할로 목소리 연기를 보여주었다. 일부 비평가들은 벤슨의 목소리이라고 믿기 어려울 정도로 뛰어난 목소리 연기였다고 호평을 하기도 했다. 후에는 《미녀와 야수》의 후속작들과 스퀘어/디즈니 합작의 롤플레잉 게임 《킹덤 하츠》 시리즈를 통해서 다시 한번 야수의 목소리를 연기하였다. 이 영화 이후로 《엑소 특공대》에서 리더 J.T. 마쉬, 《원탁의 삼총사》 등 많은 애니메이션 시리즈의 목소리 연기를 맡았으며, 《킹스 퀘스트 VI》의 알렉산더 왕자와 같이 컴퓨터 게임에서도 목소리 연기를 하였다.
벤슨은 《프렌즈》, 《사브리나》의 100개 가 넘는 시트콤 에피소드를 감독하였으며, 《엘렌》의 전체 시즌, 《선더 앨리》의 두 시즌 또한 감독하였다.

## 일생
벤슨은 최근 뉴욕 대학과 티스치 예술 학교의 교수로 활동하고 있으며, 이전에는 아팔라치안 주립 대학과 사우스 캘리포니아 대학에서 공부를 하였다.
벤슨은 칼라 드비토와 1982년 결혼하였으며, 두 자녀로 딸인 리릭과 아들 제퍼를 두고 있다.